# Premiile Ariel
Premio Ariel, în limba română Premiul Ariel sau Premiile Ariel sunt premiile oferite de Academia de film a Mexicului. Premiile sunt conferite anual începând cu 1947, fiind concepute să recompenseze cele mai importante contribuții din industria filmului din Mexic. Se acordă premii pentru:
- cel mai bun film
- regie
- procesul de producție a unui film:
  - interpretare
  - scenariu
  - imagine cinematografică
  - montaj de film
  - muzică de film

Premiile Ariel sunt considerate cele mai importante premii din industria filmului din Mexic. 